# 颐堤港

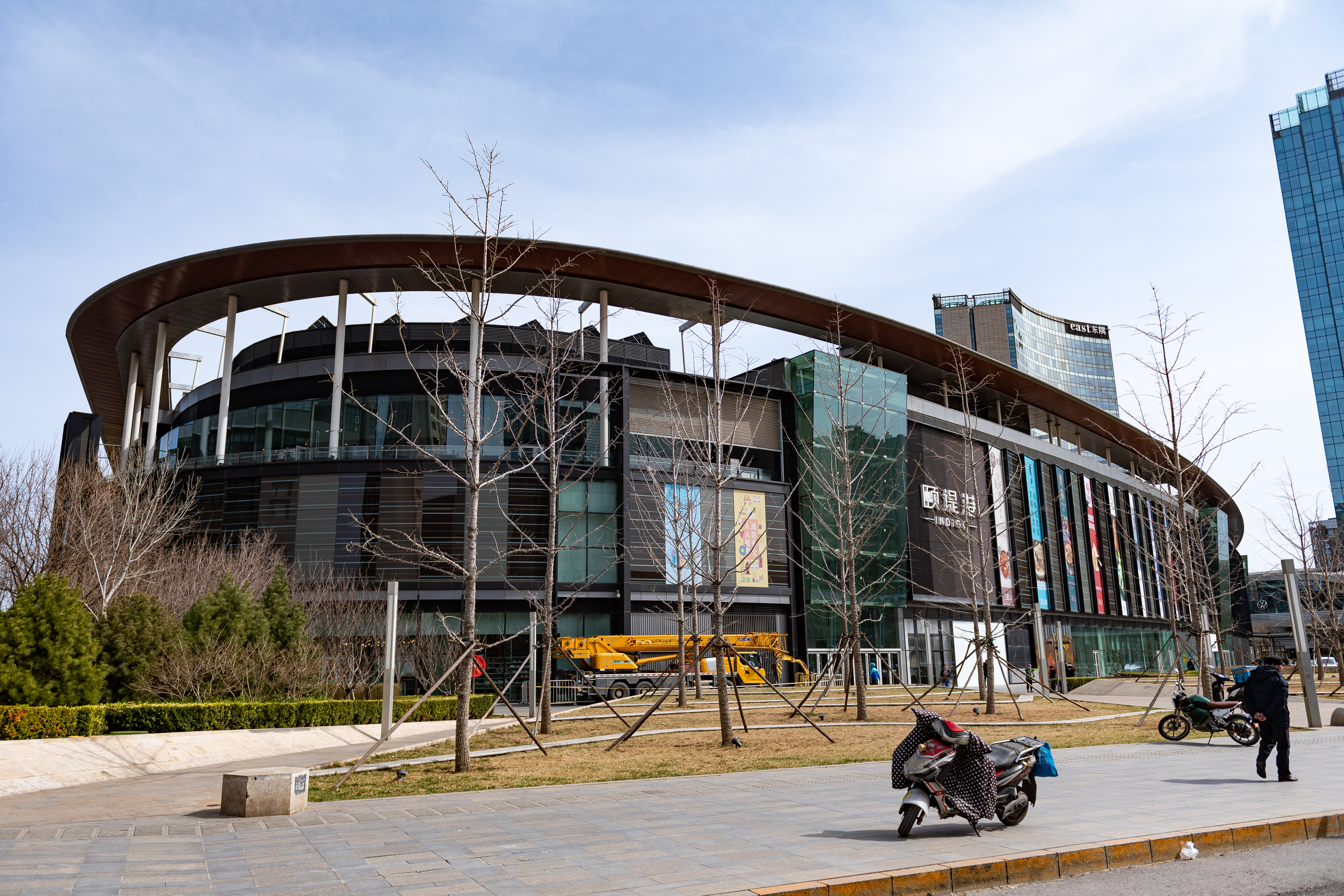
颐堤港购物商场

颐堤港（英語：INDIGO, Beijing），是一座位於中国北京市朝陽區将台地区酒仙橋路18號的商业综合项目，由太古地產及合作伙伴共同发展，於2011至2026年分阶段落成，總樓面面積逾189萬平方呎（約17.6萬平方米）。根据中国购物中心等级评价标准2019年评定为国家五星购物中心。
2024年11月，太古地产宣布，颐堤港将于二期扩建部分落成后，正式更名为「北京太古坊」(Taikoo Place Beijing)，成为太古地产旗下第二个以“太古坊”品牌运营的项目。

## 简介
颐堤港一期包括一個購物商場，樓高23层的甲級辦公樓「頤堤港一座」，以及一間商務酒店「北京東隅」。二期扩建项目则包括七座楼高80米的甲级办公楼、扩建的零售商场部分及服务式公寓，原位于一期的「北京東隅」也计划重新改造。
「北京東隅」是一家休闲式商务酒店，由贝诺建筑设计事务所負責设计，提供369间客房，包括23間套房，设有三間餐廳、酒吧，室內恆溫泳池及健身中心等商务和娱乐设施。
頤堤港購物商場零售楼面总面积约94萬平方呎（8.7萬平方米），內設超過170間商鋪和餐廳，面積達2.6萬平方呎（約2,400平方米）的冬季花園，可直通面積達17萬平方米的戶外公園及兒童樂園。
「頤堤港一座」是樓高23層的甲級辦公樓，租戶包括金融、投資及專業服務公司等多間跨國企業。大廈總樓面面積逾59.5萬平方呎（約5.5萬平方米），可直通頤堤港項目的其他組成部分，包括購物商場及商務酒店北京東隅。
2024年11月，太古地产宣布，颐堤港二期落成后，颐堤港将更名为“北京太古坊”，成为太古地产旗下在中国内地运营的首个太古坊品牌综合发展项目，全新的扩建部分计划于2026年起分阶段开业。

## 交通
北京地铁14号线將台站和北京四环路可通達，距北京首都国际机场和北京商务中心区约15分钟车程 。